# Spedizione a Chitral
La spedizione a Chitral fu una spedizione militare del 1895 con la quale le forze del Raj liberarano dall'assedio una postazione militare britannica a Chitral.

## Cause
Lo Stato di Chitral, nel nord-est del Raj, era rimasto indipendente fino al 1876 quando divenne un protettorato del Maharaja del Kashmir cadendo dunque setto la sfera d'influenza dell'Impero britannico. Nel 1892 il Mehtar (capo) di Chitral morì e si scatenò una violenta lotta per la successione.
Umra Khan, un capotribù di Bajour, entrò a Chitral per accaparrarsi il trono. Le autorità britanniche ordinarono a Khan di ritirarsi e inviarono il maggiore George Robertson per monitorare la situazione. Robertson nominò Shuja-Al-Mulk come Mehtar provvisorio scatenando una violenta reazione da parte di Sher Afzal, un altro pretendente al trono, che il 15 marzo 1895 con le sue truppe cinse d'assedio Chitral.

## L'assedio
Il forte di Chitral, posto sotto il comando di Charles Vere Ferrers Townshend, era difeso da 543 persone di cui 343 combattenti .
Rapidamente due contingenti britannici – il primo comandato dal general maggiore Sir Robert Cunliffe Low, l'altro dal colonnello James Kelly – arrivarono in soccorso di Townshend liberando la città.